# Trojan T103
O  T103  é o modelo da Trojan da temporada de 1974 da F1. Foi guiado por Tim Schenken. 